# Stora Borggården

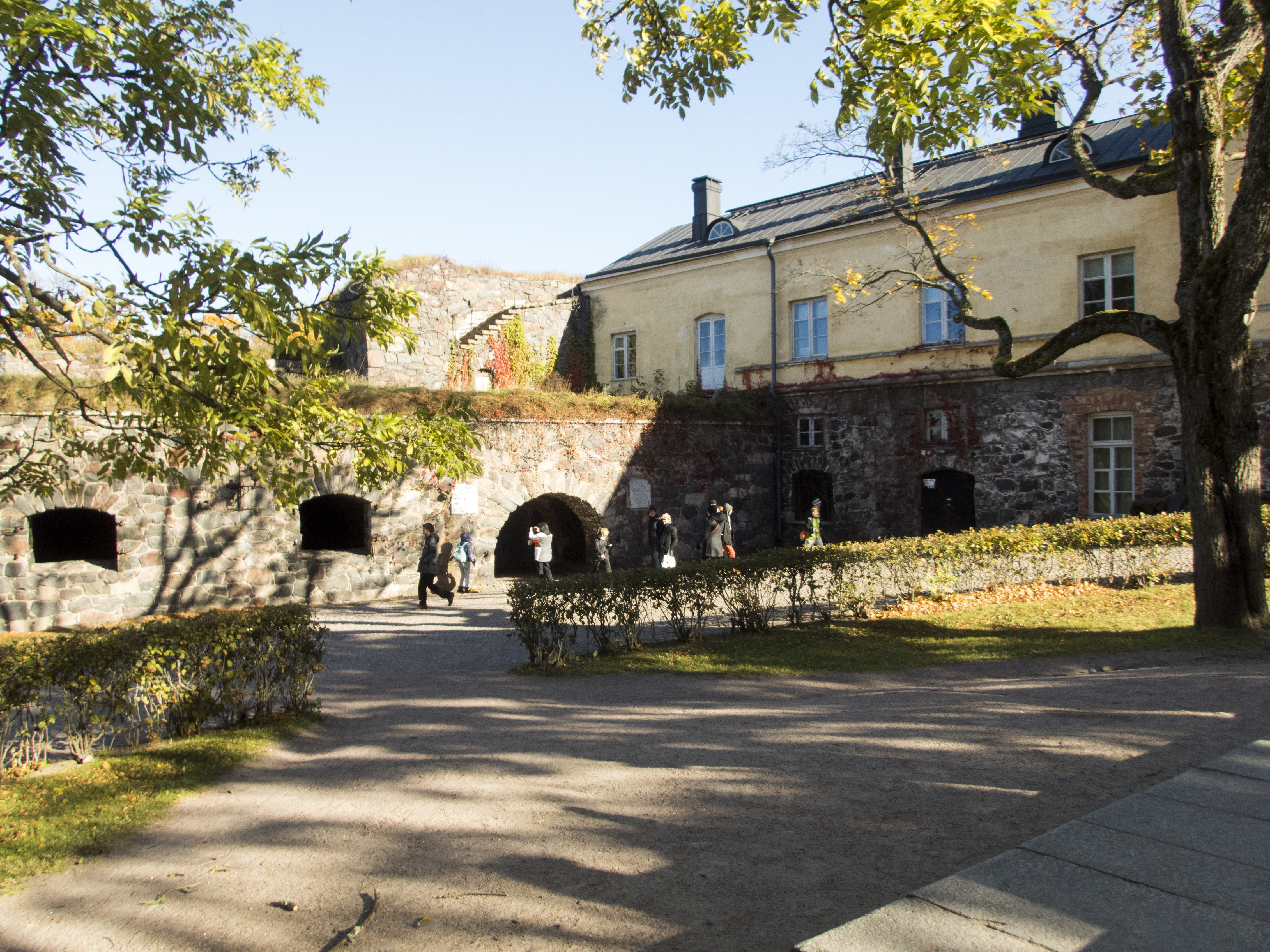
Stora borggården.

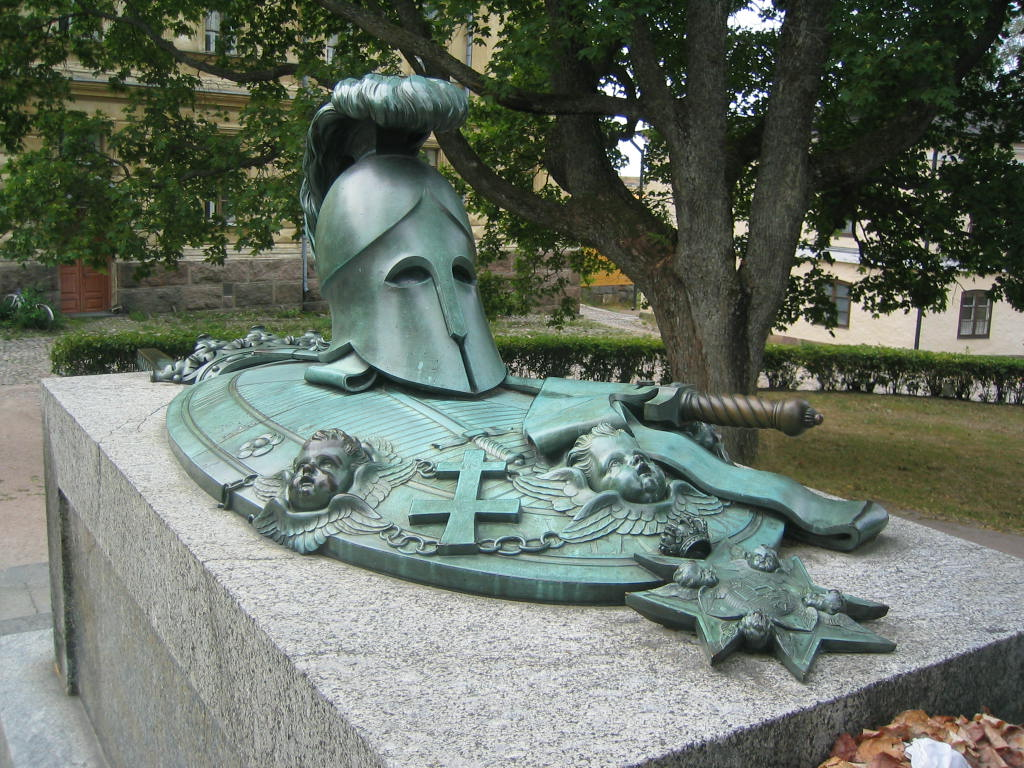
Augustin Ehrensvärds grav.

Stora Borggården är en park på Vargön i Sveaborg. Den är mest känd för Augustin Ehrensvärds grav som ligger i mitten av parken.

## Historik
Parken är ritad av Sveaborgs grundare, Augustin Ehrensvärd, och blev klar på 1760-talet. Gården användes som hela fästningens huvudtorg, och beboddes av kommendanterna vid fästningen. Andra byggnader som omgav gården var högvakten, kansliet och ritkontoret. Augustin Ehrensvärd, som ledde hela fästningen, bodde i kommendanthuset, vilket idag är museum. Borggården skadades svårt under Krimkriget år 1855, men undergick en genomgripande renovering 1908. Den stora Borggården var Finlands första monumentaltorg och Sveaborgs administrativa centrum.

## Augustin Ehrensvärds grav
Graven är belägen i mitten av parken. Den är ritad av Sveriges kung Gustav III, Ehrensvärds son, Carl August Ehrensvärd, och Johan Tobias Sergel. Ehrensvärd dog 1772 men var begravd på ett annat ställe i tio år i väntan på att graven skulle bli färdig.